# Liste des évêques de Damongo
Liste des évêques de Damongo
(Dioecesis Damongoensis)
L'évêché de Damongo est créé le 3 février 1995, par détachement de l'archevêché de Tamale (en).

## Sont évêques
- 3 février 1995-12 février 2009 : Philip Naameh
- 12 février 2009-17 décembre 2010 : siège vacant
- depuis le 17 décembre 2010 : Peter Angkyier (Peter Paul Yelezuome Angkyier)

## Sources
- L'ANNUAIRE PONTIFICAL, sur le site http://www.catholic-hierarchy.org, à la page